# Borneose orang-oetan
De Borneose orang-oetan (Pongo pygmaeus) is een zoogdier uit de familie van de mensachtigen (Hominidae). De wetenschappelijke naam van de soort werd als Simia pygmaeus in 1760 gepubliceerd door Carl Linnaeus. Lang werd de Sumatraanse orang-oetan (Pongo abelii) ook tot deze soort gerekend, als de ondersoort Pongo pygmaeus abelii. Onderzoek aan het DNA heeft echter aannemelijk gemaakt dat de twee taxa beter als aparte soorten kunnen worden opgevat. Volgens die moderne opvatting komt Pongo pygmaeus enkel voor op het eiland Borneo. Er worden binnen dat verspreidingsgebied nog drie ondersoorten onderscheiden: de Noordwest-Borneose orang-oetan (P. p. pygmaeus), de Centraal-Borneose orang-oetan (P. p. wurmbii) en de Noordoost-Borneose orang-oetan (P. p. morio).

## Beschrijving
De Borneose orang-oetan heeft een donkere oranjerode vacht. Hij heeft zeer lange armen en sterke grijphanden en -voeten, een aanpassing aan het leven in bomen. De Borneose orang-oetan wordt 90 tot 100 centimeter lang en 40 tot 80 kilogram zwaar.
Mannetjes worden veel groter dan vrouwtjes. Een mannetje had een lengte van 180 centimeter. Ook hebben mannetjes opvallende grote wangkwabben, een keelzak en een korte, oranje tot rode baard, die bij de vrouwtjes ontbreken. De kwabben zijn kaal en bol, in tegenstelling tot die van de Sumatraanse soort, waarbij de kwabben behaard zijn en langs het gezicht lopen.

## Leefwijze
De orang-oetan brengt het grootste deel van zijn leven door in bomen. Volwassen mannetjes komen regelmatig (zo'n vijf procent van zijn leven) op de grond, waarschijnlijk omdat er op Borneo geen tijgers en panters, de belangrijkste vijanden voor orang-oetans, voorkomen. Bij ondersoort Pongo pygmaeus morio lijken zowel vrouwtjes als mannetjes, van elke leeftijd, regelmatig op de grond te komen om zich er te verplaatsen. 's Nachts slaapt de orang-oetan in een nest, hoog in de bomen, die hij zelf heeft gemaakt door takken te vlechten.
Overdag besteedt de orang-oetan het grootste deel van de tijd aan het zoeken naar vlezige vruchten als vijgen, nangka's en doerians. Omdat de planten verspreid over het bos staan en ieder hun eigen bloeitijd hebben, en daardoor slechts enkele weken per jaar voedzame producten leveren, moet de orang-oetan een goed geheugen hebben om te weten wanneer en waar voedsel te vinden is.
Behalve vruchten eet de orang-oetan ook ander plantaardige kost als boomschors, bladeren (bijvoorbeeld van Pandanus), scheuten, lianen en het merg in takken en stengels. Een enkele keer eet hij ook ander materiaal, als eieren, honing, termieten en andere insecten en kleine gewervelde dieren, waaronder hagedissen, jonge vogeltjes en zelfs plompe lori's, kleine halfaapjes. Daarnaast staat ook vis op zijn menu. Ze eten aangespoelde vissen of jagen de vissen op met stokken zodat die uit het water springen en gevangen kunnen worden.
De orang-oetan kan niet zwemmen. Over het algemeen mijdt hij water, maar sommige groepen waden toch actief door het water.

## Sociaal gedrag en voortplanting
De Borneose orang-oetan is een solitaire bosbewoner. Toch onderhouden individuen onderling contact. Soms kunnen meerdere orang-oetans in dezelfde boom worden aangetroffen, vooral als deze boom rijk aan vruchten is. Volwassen vrouwtjes leven in kleine, overlappende woongebieden van zo'n honderd hectare, en onvolwassen vrouwtjes trekken soms enkele dagen met elkaar op.
Volwassen mannetjes leven echter geheel solitair, alhoewel zijn woongebied overlapt met de woongebieden van meerdere vrouwtjes. In sommige gebieden overlappen ook de woongebieden van twee mannetjes, in andere gebieden zijn deze gescheiden. Mannetjes mijden elkaar echter meestal, en houden elkaar op een afstand met luide brullen, waarmee ze hun positie aan andere mannetjes doorgeven. De Borneose orang-oetan is echter minder sociaal dan de Sumatraanse soort, voornamelijk omdat Borneo armer aan vruchtdragende bomen is dan Sumatra.
Een paarwillig vrouwtje zoekt het dominante mannetje op, die andere mannetjes bij haar weghoudt. De twee dieren trekken enkele dagen met elkaar op. Vrouwtjes die niet door een dominant mannetje begeleid worden, worden vaak door lagergeplaatste mannetjes tot paring gedwongen. Het jong wordt geboren in het boomnest. Vlak na de geboorte klampt het zich vast aan de moeder. Na acht jaar is het jong onafhankelijk.

### Communicatie
Bij Borneose orang-oetans worden zo'n 13 verschillende geluiden onderscheiden. In kleine sociale groepen communiceren ze door met de lippen te smakken. Als ze bang zijn, maken ze een schreeuwend geluid met de lippen getuit; mannetjes kunnen ook brullen of met opgeblazen strottenhoofdzakken een dreunend geluid maken. Bij schrik of woede knarsen de orang-oetans met de tanden. De mannetjes maken ook grommende geluiden die tot op meer dan een kilometer afstand kunnen gehoord worden door mensen. Mogelijk wordt dit gebruikt om de mannetjes uiteen te houden.
Naast vocale communicatie wordt er ook gevlooid als communicatie. Verder gebruikt de orang-oetan ook gezichtsuitdrukkingen, gebaren en lichaamshoudingen als communicatiemiddel. Gebaren worden vaak impulsief gebruikt, maar kunnen ook sporadisch doelgericht gebruikt worden. De orang-oetans beelden dan uit wat ze willen.

## Verspreiding
De Borneose orang-oetan komt voor in primaire en secundaire laaglandregenwouden op het Zuidoost-Aziatische eiland Borneo, in zowel Sabah en Sarawak, het Maleisische gedeelte, als Kalimantan, het Indonesische gedeelte. De populatie in het zuidwesten van het eiland wordt vaak als een aparte ondersoort, P.p. wurmbii, beschouwd.

## Relatie met de mens
Op Borneo bestaan enkele legenden over de orang-oetan. Door zijn menselijke uiterlijk wordt de orang-oetan door plaatselijke bewoners als een primitieve mensensoort beschouwd. De Dajaks, een volk dat in de bossen van Borneo leeft, beschouwen de orang-oetans als hun voorvaderen. Ook wordt op Borneo beweerd dat de orang-oetan eigenlijk kan praten, maar zwijgt omdat hij anders zou moeten werken.
De grootste bedreiging voor de Borneose orang-oetan is habitatvernietiging door bosbranden en boskap voor houtwinning en het creëren voor landbouwgebieden. Ook worden jonge dieren gevangen om verhandeld te worden als huisdier. In beslag genomen dieren en weesjes komen terecht in rehabilitatiecentra, waar ze weer worden gewend aan het leven in het wild. Er zijn nu nog zo'n twaalf- tot vijftienduizend dieren in Borneo.